# Academia de Ciencias de la India
La Academia de Ciencias de la India, Bangalore fue fundada por C. V. Raman, y fue registrada como una Sociedad el 24 de abril de 1934 (90 años). Y, fue inaugurada el 31 de julio de 1934, dando comienzo con 65 miembros fundadores. La primera reunión general de sus miembros, fue celebrada el mismo día, eligiendo a Raman como presidente y adoptando la constitución de la Academia.

## Objetivos
Los objetivos de la Academia son:
- Promover el progreso en ramas de la ciencia pura y aplicada.
- Fomentar importantes investigaciones en diversas ramas de la ciencia.
- Representar el trabajo científico de la India a nivel internacional.
- Publicar trabajos relacionados con la investigación científica iniciada por la Academia, Academias Provinciales, Universidades e Instituciones Científicas del Gobierno.
- Organizar reuniones de Comités y Conferencias para discutir documentos presentados a la Academia.
- Asesorar al gobierno y otros organismos sobre asuntos científicos y otros relacionados con la Academia.

## Publicaciones
El primer número, de las actas de la Academia, apareció en dos secciones en julio de 1934. Se dividieron en dos en julio de 1935, una parte dedicada a las ciencias físicas y la otra a las ciencias de la vida. En 1973, las publicaciones de la Academia se dividieron en varias revistas dirigidas como disciplinas científicas específicas.
La Academia publica una revista mensual llamada Resonancia desde enero de 1996. Dirigida generalmente a estudiantes subgraduados, también contiene material para niveles académicos junior y senior. Cada número se centra en la vida y obra de un científico famoso. Incorpora artículos repasando nuevos libros y clásicos. El Consejo Editorial está compuesto por 40 científicos de todo el país.
La Academia también publica, desde 1978, una revista de investigación mensual llamada Sadhana: Procedimientos de la Academia en Ciencias de la Ingeniería. La revista cubre todas las ramas de la Ciencia de la Ingeniería. Sadhana se distribuye en forma impresa fuera de la India y en línea en todo el mundo por Springer.

## Proyecto Salvavidas
Dirigida a enriquecer la educación científica, la Academia lanzó el  Proyecto Salvavidas en colaboración con el Centro de Ciencias Ecológicas, en el Instituto de Ciencia de la India, difundiendo la alfabetización en biodiversidad. Su objetivo es involucrar a los estudiantes de escuelas y universidades en la obtención de información de primera mano sobre el estado y los cambios en curso en los hábitats ecológicos de un conjunto de especies de considerable importancia humana. Un objetivo del proyecto es publicar relatos ilustrados de 1500 especies indias de microorganismos, plantas y animales. Las cuentas también incluirían información auxiliar sobre la distribución, ecología y comportamiento de la especie.
El proyecto ha publicado tres libros, Butterflies of Peninsular India (Mariposas de la India peninsular), Freshwater Fishes of Peninsular India (Peces de agua dulce de la India peninsular),  Amphibians of Peninsular India (Anfibios de la India peninsular). Un cuarto, Dragonflies and Damselflies of Peninsular India (Libélulas y caballitos del diablo de la India peninsular), solo disponible en formato electrónico, descargable gratuitamente desde el sitio web del proyecto.

## La Cátedra Raman
En 1972, el Gobierno de India instituyó la Raman Chair, para conmemorar la memoria del fundador de la Academia. El Consejo de la Academia invita a eminentes científicos a ocupar la Cátedra, por períodos de entre seis semanas a seis meses.

## Otras obras
La Academia patrocina y lleva a cabo cursos de actualización de dos semanas, para maestros seleccionados de toda la India. Otorga becas anuales de verano a algunos de los maestros y estudiantes más brillantes y talentosos para trabajar con los becarios de la Academia en proyectos orientados a la investigación en varios centros de investigación en toda la India, incluyendo IISc, Bangalore. Dirige programas de conferencias en escuelas y universidades sobre temas de investigación apropiados.

## Presidentes
Listado de presidentes de la academia.
| Imagen | Nombre                     | Tenencia         |
| ------ | -------------------------- | ---------------- |
|        | C. V. Raman                | 1934–1970        |
|        | T. S. Sadasivan            | 1971–1973        |
|        | M. G. K. Menon             | 1974–1976        |
|        | Satish Dhawan              | 1977–1979        |
|        | Srinivasan Varadarajan     | 1980–1982        |
|        | S. Ramaseshan              | 1983–1985        |
|        | Obaid Siddiqi              | 1986–1988        |
|        | C. N. R. Rao               | 1989–1991        |
|        | Roddam Narasimha           | 1992–1994        |
|        | Palle Rama Rao             | 1995–1997        |
|        | Narendra Kumar             | 1998–2000        |
|        | Krishnaswamy Kasturirangan | 2001–2003        |
|        | T. V. Ramakrishnan         | 2004–2006        |
|        | Dorairajan Balasubramanian | 2007–2009        |
|        | Ajay K. Sood               | 2010–2012        |
|        | Dipankar Chatterji         | 2013–2015        |
|        | Ramakrishna Ramaswamy      | 2016- y continua |